# Doddifoenus rex
Doddifoenus rex är en stekelart som beskrevs av Boucek 1988. Doddifoenus rex ingår i släktet Doddifoenus och familjen puppglanssteklar.
Artens utbredningsområde är Papua Nya Guinea. Inga underarter finns listade i Catalogue of Life.